# Montmaur (Aude)
Montmaur è un comune francese di 332 abitanti situato nel dipartimento dell'Aude nella regione dell'Occitania.

## Società

### Evoluzione demografica
Abitanti censiti